# Bitz (Denkendorf)
Bitz ist ein Ortsteil der Gemeinde Denkendorf im Landkreis Eichstätt in Oberbayern.

## Lage
Das Kirchdorf Bitz liegt auf der Hochfläche der südlichen Frankenalb zwischen den Ortschaften Dörndorf und Winden im Naturpark Altmühltal.

## Geschichte
Der Dorfname von Bitz hat wie der vieler anderer Orte verschiedene Wandlungen durchgemacht. So hat der Ortsname von Bitz in den Ausdrücken „Buetze“ oder „Puez“ seinen Ursprung, was so viel wie „Dorf am Weiher“ bedeutet. Dieser Dorfweiher, der dem Ort offensichtlich seinen Namen gab, befand sich im unteren Teil der Ortschaft und hatte eine beachtliche Tiefe vorzuweisen. Wahrscheinlich fanden sich deshalb auf der sonst wasserarmen Jurahochfläche die ersten Siedler hier ein. Der kleine „Dorfsee“, wie er auch genannt wurde, ist erst im Zuge der Kanalisation- und Ortsstraßenerneuerung zugeschüttet worden.
Südlich der heutigen Ortschaft verlief zur Römerzeit der römische Grenzwall Limes.
Bitz wurde im 13. Jahrhundert das erste Mal urkundlich erwähnt: Das Regensburger Schottenkloster St. Jakob besaß 1213 in Bitz unter anderem den Meierhof und die St.-Georgs-Kapelle. Bei der Auseinandersetzung um das Erbe nach dem Aussterben der Hirschberger Grafen mit Gebhard VII. wurde Bitz 1305 im Gaimersheimer Schiedsspruch dem Bischof von Eichstätt und seinem Hochstift zugesprochen. Allerdings hatte der Bischof bis zum 17. Jahrhundert im Dorf keinen Grundbesitz, wohl aber die Vogtei über den ganzen Ort.
Vor 1608 brannte der Einödhof „Degelhof“ ab, der Bitzer Flur „Am boarischen Feld“ zwischen Bitz und Zandt lag und durch die Luftbildarchäologie wieder lokalisiert werden konnte. In der dazugehörigen Grube (heute nur noch als bewachsene Bodenmulde erkennbar) wurde kalkreicher Ton, der „Tegel“, als „Krugerde“ abgebaut. In Bitz, Zandt und Schönbrunn waren Krugbäcker ansässig, die den Tegel unter anderem zu Sauerbrunnenflaschen verarbeiteten. Der Degelhof gehörte mit Grund- und Vogteirechten ehedem dem Kloster Schamhaupten und danach dem Hohen Schulkastenamt Ingolstadt.
Im Dreißigjährigen Krieg (1618–1648) litt Bitz sehr schwer: 1644 waren 14 Anwesen zerstört; das Dorf hatte nur noch vier Einwohner. Für 1644 ist außerdem festgehalten, dass alle Bitzer das Recht hatten, ihre Schweine zur Mast in den Forst zu treiben. Aus der Güterbeschreibung von 1644 geht zudem hervor, dass das Regensburger Kloster St. Emmeram in Bitz ein Gut mit Holzrecht im Köschinger Forst hatte, das vom Schwedenkrieg her noch in Asche lag. Sechs Anwesen und der Meierhof waren zu dieser Zeit an das Benediktinerkloster Plankstetten abgabepflichtig. Der Meierhof war ebenfalls berechtigt, im bayerischen Forst Holz zu schlagen, wofür Geldabgaben nach Kösching gingen.
Das Hochstift Eichstätt kam erst im 17. Jahrhundert durch Kauf von bäuerlichem Eigentum zu Grundbesitz in Bitz.
Von den alteingesessenen Familien waren 1741 nur noch zwei Familiennamen in Bitz erhalten geblieben: Schramm und Vogl. Während der Name Schramm vor wenigen Jahren erloschen ist, besteht der Familienname Vogl bis in die Gegenwart. Ende des 18. Jahrhunderts gab es im Dorf 20 Haushalte, von denen zwei nach Griesstetten, das dem Regensburger Schottenkloster gehörte, abgabepflichtig waren. Die Plankstetter und St. Emmeramer Güter waren nunmehr hochstiftisch.
Bis zur Säkularisation 1802 unterstand Bitz mit Dörndorf und Denkendorf der Ehehaft Denkendorf und bezüglich der Dorf- und Gemeindeherrschaft dem Kastenamt Beilngries des Oberamtes Beilngries-Hirschberg.
Bei der Säkularisation kam das untere Hochstift, zu dem das Oberamt Beilngries-Hirschberg und damit auch Bitz gehörte, 1802 an Großherzog Erzherzog Ferdinand III. von Toskana und 1806 an das Königreich Bayern und dort in das Landgericht Kipfenberg. 1808 wurde das Dorf mit Kirchbuch und Dörndorf mit Straßhaus zum Steuerdistrikt Dörndorf zusammengeschlossen. 1817 bis 1838 gehörte der Steuerdistrikt zum Leuchtenbergschen Fürstentum Eichstätt und darin zum Landgericht Beilngries; 1818 wurde Bitz wieder eine selbständige Gemeinde. 1857 erfolgte eine erneute Umwidmung vom Landgericht Beilngries in das Landgericht Kipfenberg. Ab 1862 eigenständige Gemeinde im neuen mittelfränkischen Bezirksamt Eichstätt, dem späteren Landkreis Eichstätt, schloss sich Bitz bei der bayerischen Gebietsreform zum 1. Januar 1972 der Großgemeinde Denkendorf im Landkreis Eichstätt an.
Im Jahre 1914 wurde in Bitz eine Wasserleitung gebaut und am 29. Januar 1925 zum ersten Mal elektrisches Licht eingeschaltet. Mit der Flurbereinigung wurde in Bitz 1960 begonnen, wodurch jeder Landwirt seine Felder leichter und wirtschaftlicher bestellen kann. Bis 1971 gingen Bitzer Kinder nach Dörndorf in die von den beiden Orten in den Jahren 1864 bis 1867 gemeinsam errichtete Schule. Am 19. Oktober 1980 wurde am Ortsrand von Bitz der neue Friedhof mit einem Leichenhaus eingeweiht.

### Einwohnerentwicklung

#### Einwohnerzahlen
(Quelle: )
| 1741 | 1808 | 1877 | 1912 | 1937 | 1950 | 1973 | 1983 | 1993 | 1998 | 2001 | 2002 | 2004 | 2005 | 2010 | 2015 | 2016 | 2017 | 2018 | 2019 | 2020 | 2021 |
| 149  | 168  | 152  | 196  | 177  | 174  | 160  | 146  | 210  | 179  | 186  | 195  | 177  | 192  | 159  | 191  | 202  | 207  | 184  | 174  | 167  | 176  |

## Kirchliche Verhältnisse

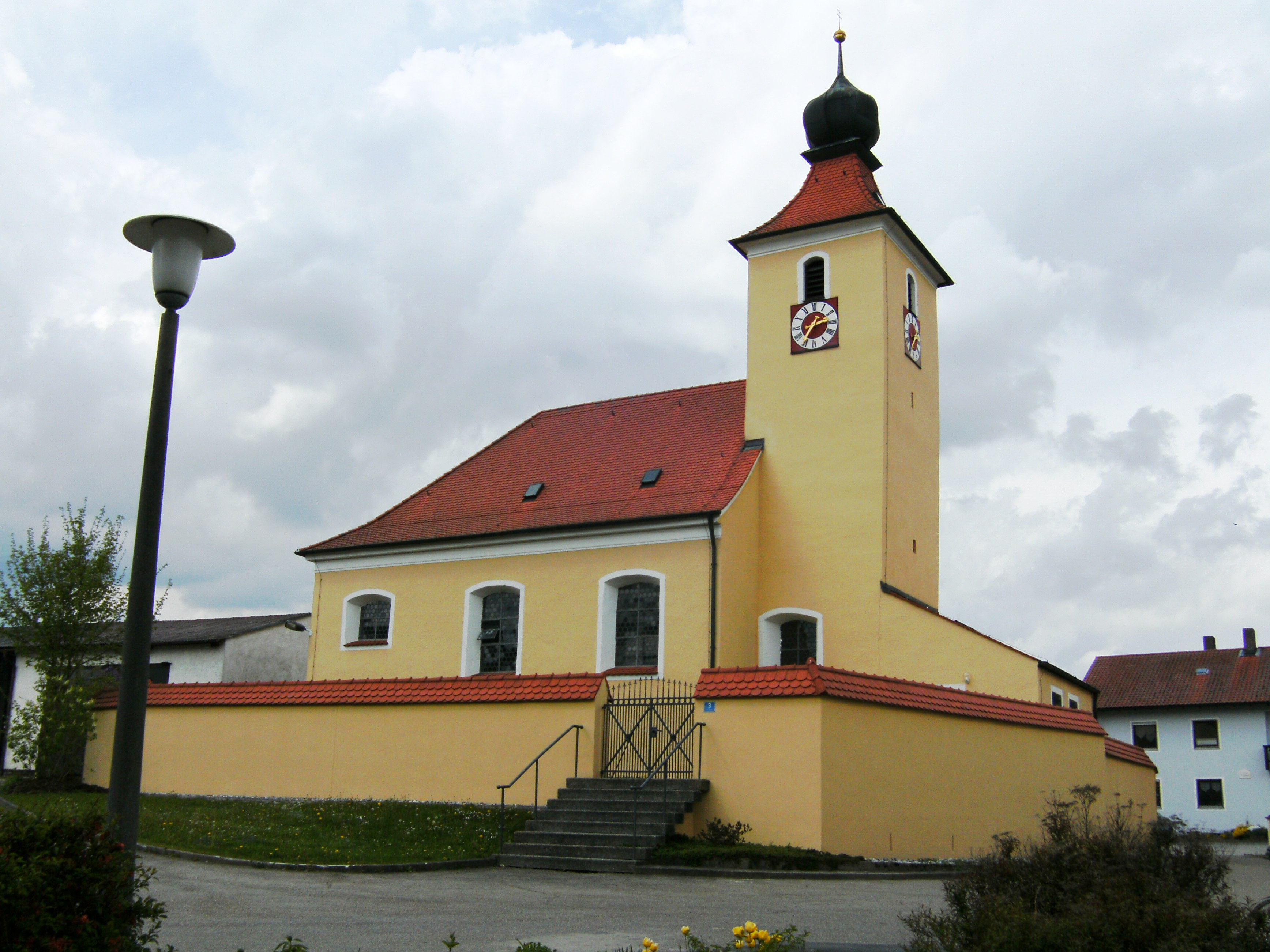
Kirche St. Georg

Bitz, seit spätestens 1480 eine eigene Pfarrei, wurde 1583 Filiale der (katholischen) Pfarrei Dörndorf. Von einer Ortskapelle wird 1213 als Besitz des Regensburger Schottenklosters und noch einmal 1503 berichtet. Im Dreißigjährigen Krieg schwer beschädigt, wurde 1739 – also erst 100 Jahre nach dem Krieg – eine neue Kirche mit dem Patrozinium des hl. Georg nach Plänen des Eichstätter Hofpaliers Giovanni Domenico Barbieri durch Maurermeister Sebastian Stöckler aus Hofstetten erbaut, wobei der mittelalterliche quadratische Turm in den Neubau mit einbezogen und mit Ziegelhelm und an der Spitze mit einer Zwiebelhaube versehen wurde. Die Konsekration erfolgte 1765. Der Stuck an Decke, Kanzel (1739; mit Vase auf dem Schalldeckel) und die Apostelkränze stammt von Franz Xaver Horneis aus Eichstätt. Die drei zweisäuligen Altäre entstanden im frühen Rokoko (1740; Hochaltar erst 1751 gefasst). Zur Ausstattung gehören eine Marienfigur (um 1738) und eine von Engeln mit Leidenswerkzeugen umgebene Vespergruppe (um 1760).
1906 wurde die Kirche renoviert, wobei unter anderem eine Turmuhr angebracht und eine große Glocke hochgezogen wurde. Eine weitere Glocke wurde 1922 erworben. 1942 wurde eine dieser Glocken für Kriegszwecke abgenommen und zerstört, aber 1950 ersetzt. Eine zweite Renovierung erfolgte 1971. Dabei wurde auch eine neue Sakristei errichtet.
In einer Gottesdienstordnung der Pfarrgemeinde Dörndorf – Bitz aus dem Jahre 1751 ist zu lesen, dass alljährlich am Freitag nach Christi Himmelfahrt – auch Schauerfreitag genannt und Festtag in der Pfarrei – um 5.00 Uhr morgens zum Hl. Salvator nach Bettbrunn eine Prozession stattfindet. Da die umliegenden Ortschaften nach dem Dreißigjährigen Krieg aufgrund eines Gelöbnisses in einer Pestzeit dorthin wallfahrteten, ist anzunehmen, dass auch die Pfarrei Dörndorf mit der Filiale Bitz daran teilnahm. Dieser Brauch wird heute noch gepflegt.
Seit Dezember 1980 ist die Pfarrei Dörndorf mit der Filiale Bitz verwaist. Sie wird heute vom Denkendorfer Pfarrer Konrad Weber betreut.

## Kultur und Sehenswürdigkeiten
Das Ortsbild wird heute vor allem von der Bitzer Kirche geprägt. Aber auch der Kinderspielplatz neben der Kirche, der Sportplatz und die Streuobstwiese am Ortsrand sind aus dem Dorfbild nicht mehr wegzudenken.

### Vereine
Im Ortsteil Bitz fördern und pflegen zwei Ortsvereine den Gemeinschaftssinn und Zusammenhalt des Dorfes. Neben der Freiwilligen Feuerwehr, die 1986 ihr 100-jähriges Gründungsfest beging, hat Bitz auch einen Obst- und Gartenbauverein, der stets um das Ortsbild bemüht ist. Zusätzlich zu diesen beiden Vereinen sorgen noch der Sportverein Dörndorf-Bitz und der Kriegerverein Dörndorf–Bitz für aktives Vereinsleben.

### Regelmäßige Veranstaltungen
Unter Leitung der Freiwilligen Feuerwehr stellen die Bitzer seit 1976 alljährlich am 1. Mai am Kirchplatz einen Maibaum auf. Immer um den 24. Juni wird am Grimmer See ein mächtiger Holzstoß als Johannisfeuer entfacht, dem sich ein kleines Dorffest anschließt.

## Wirtschaft und Infrastruktur
Während sich 1983 noch elf Vollerwerbslandwirte und 17 Nebenerwerbslandwirte im Ortsbereich befanden, sind es heute noch zwei Vollerwerbslandwirte und drei Nebenerwerbslandwirte. Die restliche Dorfbevölkerung besteht überwiegend aus Pendlern.

### Verkehr
Bitz liegt an der Staatsstraße 2392 zwischen Dörndorf und Winden.